# Döring-Test
Der Döring-Test ist eine audiometrische Methode der Hals-Nasen-Ohrenheilkunde, mit der das binaurale (beidohrige) Sprachverständnis im Störschall untersucht wird. Bei dem Test handelt es sich um eine Freifeldaudiometrie, das Testmaterial wird also nicht über Kopfhörer, sondern über Lautsprecher in einem geeigneten Raum angeboten. Der Test wurde von dem deutschen Audiologen Wolfgang H. Döring entwickelt und wird nach ihm benannt. Döring selbst hat den Test als „'Dreinsilbertest' mit Störschall“ bezeichnet.
Im Alltagsleben wird das Verstehen von Sprache durch den stets vorhandenen Störschall mehr oder weniger erschwert. Die stärkste verdeckende Wirkung haben dabei Störschalle, die dem Nutzschall sehr ähnlich sind, also vor allem durch Lärm, der durch eine größere Anzahl von sprechenden Menschen erzeugt wird. Unter Störschallbedingungen ergibt bei normalem Hörvermögen das beidohrige Hören gegenüber dem einohrigen Hören einen erheblichen Gewinn an Sprachverständlichkeit.
Beim Döring-Test wird als Testmaterial die Einsilberliste des Freiburger Sprachverständnistests verwendet, zur Lenkung der Aufmerksamkeit auf das Testwort im Störschall wird jedoch jedes Wort dreimal wiederholt. Als sprachverdeckender Störschall wird ein digital verhalltes Wörtergewirr aus 32facher zeitversetzter Überlagerung der einsilbigen Wörter des Freiburger Sprachtests ohne Pausen verwendet („Döring-Rauschen“). Der Test untersucht, welcher Sprachpegel für eine 50-prozentige Verständlichkeit der einsilbigen Wörter bei einem gegebenen Störpegel (in der Regel 65 dB) erforderlich ist. Dabei wird die Richtung, aus der Störschall und Nutzschall angeboten werden, variiert. Der Ausgangswert wird in der Situation erhoben, bei der sowohl Störschall als auch Nutzschall aus der gleichen Richtung von vorne oder hinten auf die Versuchsperson gerichtet sind. Im Vergleich dazu ergibt sich durch das binaurale Hören der größte Störbefreiungseffekt, wenn die Schallquellen räumlich getrennt einen Winkel von ca. 90 Grad einschließen, also wenn etwa die beiden Lautsprecher 45 Grad rechts und links vor dem Probanden aufgestellt sind. In dieser Position wird ein 50-prozentiges Einsilberverständnis bei 10–12 dB geringerem Schallpegel erreicht, als wenn beide Schallquellen in gleicher Richtung positioniert sind.
Verbreitung hat der Döring-Test gefunden bei der Beurteilung einer beidohrigen Hörgeräteversorgung im Vergleich zur einseitigen Versorgung. Dabei wird der Test in einer etwas abgewandelten Form verwendet. Der Störschall wird dem Probanden von hinten, der Sprachschall von vorne angeboten und das Einsilberverständnis (vgl. Einsilbler) zuerst mit nur einem Hörgerät (am besseren Ohr) und dann mit zwei Hörgeräten bestimmt. So lässt sich der „Binaurale Verständlichkeitsgewinn“ als Nachweis der Effektivität einer beidohrigen Hörgeräteversorgung im Vergleich zur einohrigen Versorgung bestimmen.